# Edward Mąkosza
Edward Mąkosza (ur. 13 października 1886 w Liskowie koło Kalisza, zm. 25 kwietnia 1974 w Częstochowie) – polski kompozytor, pedagog, dyrygent, organista, etnomuzykolog.
Pochodził z muzykalnej rodziny, jego dziadek był organistą kościelnym. W dzieciństwie zaczął grać na organach i fortepianie. Ukończył Szkołę Handlową w Kaliszu. Następnie po przeprowadzce do Wolborza w łódzkiem ukończył w 1907 roku prywatną Szkołę Muzyczną w Łodzi.
Studia muzyczne odbył w Łodzi pod kierunkiem Alojzego Dworzaczka (teoria muzyki), Rudolfa Strobla (fortepian) oraz w Warszawie u Zygmunta Noskowskiego (instrumentacja, formy muzyczne), Mieczysława Surzyńskiego (organy), Aleksandra Myszugi, Jana i Edwarda Reszków, Justyny Rybaczkowej (śpiew).
W 1912 r. zamieszkał w Częstochowie i podjął pracę jako organista w kościele św. Zygmunta oraz uczył muzyki w częstochowskich szkołach.
Od 1912 roku do śmierci w 1974 roku pracował w Częstochowie. Był aktywnym i zasłużonym animatorem życia muzycznego miasta. Został pochowany na cmentarzu Kule.

## Działalność pedagogiczna
Od 1912 roku Edward Mąkosza prowadził działalność pedagogiczną w prywatnym Gimnazjum Jadwigi Chrzanowskiej (obecnie I Liceum Ogólnokształcące im. Juliusza Słowackiego). Jako pedagog pracował również w Gimnazjum im. H. Sienkiewicza, gdzie prowadził 240-osobowy chór mieszany oraz dwie orkiestry: dętą i symfoniczną. W latach 1945–1971 pracował w Państwowej Szkole Muzycznej I i II stopnia w Częstochowie (obecnie Zespół Szkół Muzycznych im. M.J. Żebrowskiego), gdzie wykładał teoretyczne przedmioty muzyczne i prowadził klasę śpiewu solowego. Ponadto pracował m.in. w Gimnazjum Sióstr Nazaretanek, Żeńskiej Szkole Zawodowej, Żeńskim Gimnazjum Nauczycielskim.
Był związany z klasztorem Ojców Paulinów na Jasnej Górze: prowadził chór i orkiestrę dętą w a w czasie wojny uczył śpiewu w Tajnym Wyższym Seminarium Duchownym Paulinów. Był konfratrem Zakonu Paulinów (Od 1972 r).

## Działalność dyrygencka

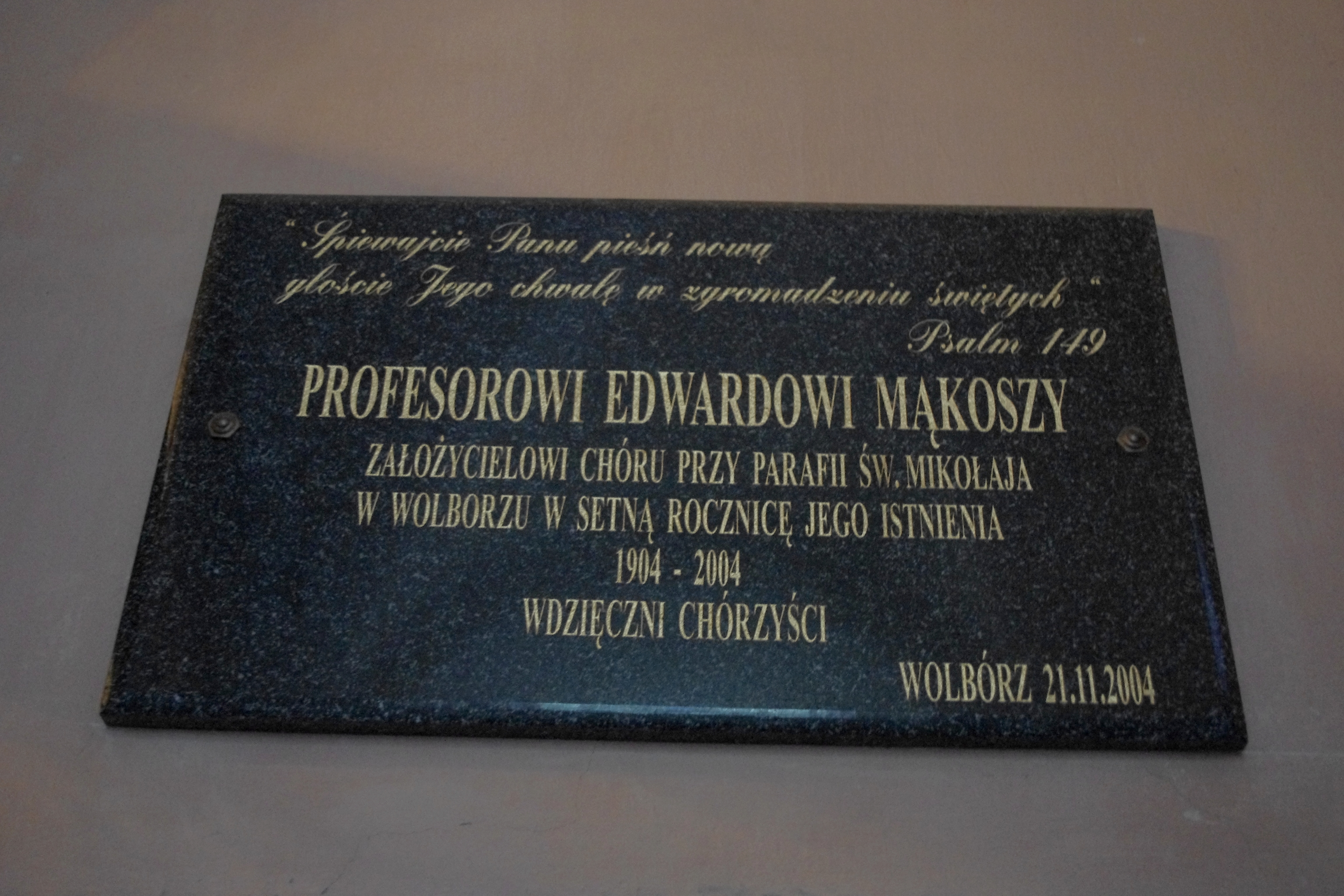
Tablica upamiętniająca Edwarda Mąkoszę, twórcę chóru mieszanego i orkiestry dętej w Wolborzu, w wolborskiej kolegiacie św. Mikołaja

Edward Mąkosza prowadził działalność dyrygencką, pełniąc funkcję zarówno dyrygenta orkiestr (symfonicznych i dętych), jak i chórmistrza. W 1904 roku założył i prowadził w Wolborzu k. Piotrkowa Trybunalskiego chór mieszany i orkiestrę dętą oraz teatr amatorski. W latach 1912–1939 był kapelmistrzem orkiestr dętych Ochotniczych Straży Pożarnych. Równocześnie pełnił funkcję referenta do spraw orkiestr i chórów strażackich przy Głównym Związku Ochotniczych Straży Pożarnych w Warszawie. W latach 1913–1939 kierował Towarzystwem Śpiewaczym „Lutnia”; pełnił tam funkcję dyrygenta dwóch chórów: męskiego i mieszanego oraz orkiestry symfonicznej.
W klasztorze Ojców Paulinów na Jasnej Górze założył i prowadził Jasnogórski Chór Żeński „Kółeczko” oraz orkiestrę dętą złożoną z kleryków.
W 1944 roku współorganizował w Częstochowie orkiestrę symfoniczną, złożoną z muzyków częstochowskich i warszawskich, która dała początek Miejskiej Orkiestrze Symfonicznej (obecnie Orkiestra Symfoniczna Filharmonii Częstochowskiej).

## Działalność folklorystyczna
W 1953 roku Mąkosza utworzył i do 1958 roku prowadził Zespół Pieśni i Tańca Ziemi Częstochowskiej przy Politechnice Częstochowskiej, który prezentował folklor regionu częstochowskiego. W pracy z tym zespołem Mąkosza mógł łączyć swoje zainteresowania dyrygenckie i etnograficzne.
Jako etnomuzykolog prowadził działalność etnograficzną z ramienia Ministerstwa Kultury i Sztuki. Zajmował się zbieraniem i katalogowaniem głównie folkloru z regionu częstochowskiego. Ogółem skatalogował około 2000 pieśni. Archiwum pieśni przechowywane jest w jasnogórskim archiwum.
Był

## Działalność organizatorska i społeczna
Od 1912 roku Edward Mąkosza był oficerem straży pożarnej w Częstochowie. Miał zasługi w wielu ważnych akcjach, z których najważniejszą było uchronienie w dniu 16 stycznia 1945 r. przed wysadzeniem zaminowanego przez Niemców klasztoru jasnogórskiego. Uratował ponadto dobytek muzyczny częstochowskiej „Lutni” (instrumenty i zbiory nut) przed grabieżą okupanta. Instrumentarium to zostało później przekazane powstającej w 1944 roku orkiestrze symfonicznej. Mąkosza był czynnym animatorem życia muzycznego Częstochowy. Działał w Towarzystwie Popierania Kultury Regionalnej. Był organizatorem licznych koncertów i recitali polskich artystów. Zorganizował w Częstochowie koncerty m.in.: Jana Kiepury, Artura Rubinsteina, Maurycego Rosenthala, Stanisława Barcewicza, Aleksandra Michałowskiego, Zbigniewa Drzewieckiego. Był jednym z inicjatorów budowy gmachu Filharmonii Częstochowskiej.

## Twórczość kompozytorska
Dorobek kompozytorski Edwarda Mąkoszy liczy około 1000 utworów. Do najważniejszych dzieł należy Symfonia Wiejska, oparta na motywach pieśni ludowych. Rękopisy prawie wszystkich kompozycji Mąkoszy przechowuje Biblioteka Jasnogórska.

## Kompozycje

### Orkiestrowe
1. 20 utworów na orkiestrę symfoniczną (m.in. Symfonia Wiejska)
2. 150 utworów na orkiestrę dętą (m.in. suity, marsze, polonezy, elegie)

### Kameralne i solowe
1. 8 preludiów na kwintet smyczkowy
2. 5 suit
3. utwory instrumentalne (organowe, fortepianowe, wiolonczelowe, skrzypcowe)

### Chóralne a cappella
1. Utwory na chór mieszany, męski, żeński, chłopięcy

### Wokalno-instrumentalne
1. pieśni solowe z towarzyszeniem fortepianu lub orkiestry
2. 4 kantaty na głosy solowe, chór mieszany i orkiestrę symfoniczną

### Inne
1. opracowania pieśni ludowych i religijnych

## Odznaczenia
Za pracę pedagogiczną, kompozytorską i społeczną Edward Mąkosza otrzymał liczne odznaczenia. Należą do nich m.in.:
- 1954 – Złota Odznaka Zjednoczenia Polskich Zespołów Śpiewaczych i Instrumentalnych
- 1957 – Nagroda Miasta Częstochowy
- 1958 – Złota Odznaka za wysługę 50 lat w pożarnictwie
- 1961 – Złota Odznaka „Zasłużony w rozwoju województwa katowickiego”
- 1962 – Krzyż Oficerski Polonia Restituta
- 1965 – Medal Pro Ecclesia et Pontifice
- 1972 – tytuł Honorowego Konfratra zakonu oo. Paulinów

## Upamiętnienia
- W 2006 roku w 120 rocznicę urodzin Muzeum Częstochowskie przygotowało w gmachu Filharmonii ekspozycję pamiątek: m.in. fotografie, partytury, dokumenty, plakaty archiwalne koncertów, odznaczenia oraz dyplomy. Od 2007 roku ekspozycja włączona  jest do stałych wystaw w Ratuszu częstochowskim[3].